# Дереволаз дуїданський
Дереволаз дуїданський (Lepidocolaptes duidae) — вид горобцеподібних птахів родини горнерових (Furnariidae). Мешкає в Південній Америці. Раніше вважався конспецифічним з амазонійським дереволазом.

## Поширення і екологія
Дуїданські дереволази мешкають на сході Колумбії (Вічада, Ваупес), на півдні Венесуели (західний і південний Болівар, Амасонас), на сході Еквадору, на північному сході Перу та на північному заході Бразилії (на північ від Амазонки, на захід від Ріу-Негру). Вони живуть у вологих і заболочених тропічних лісах Амазонії та на плантаціях. Зустрічаються на висоті до 1100 м над рівнем моря.